# 50

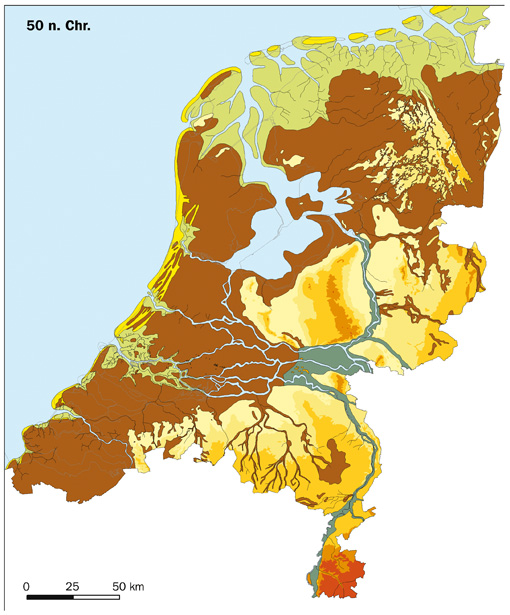
Paleogeografie van Nederland in 50 n.Chr.

Het jaar 50 is het 50e jaar in de 1e eeuw volgens de christelijke jaartelling.

## Gebeurtenissen

### Italië
- Keizer Claudius adopteert zijn stiefzoon Nero en neemt hem als erfgenaam op in het testament.

### Europa
- Colonia Claudia Ara Agrippinensium (huidige Keulen) wordt door Claudius tot colonia verheven en de bewoners krijgen het Romeins burgerrecht.
- De Romeinen bouwen de eerste tempel van Elst, de grootste stenen tempel in het noordwesten van Europa.
- In Coriovallum ontstond rond het jaar 50 een grote pottenbakkersindustrie waar onder andere de Lucius-kruik werd vervaardigd.[1]
- Heron van Alexandrië, Grieks wetenschapper, vindt de stoommachine (Aeolipile) uit.
- De Sarmatische stam de Jazygen vestigt zich op de Hongaarse Laagvlakte en sluit een coalitie met de Marcomannen.

### Brittannië
- De Romeinse kolonie Verulamium (St Albans) krijgt de status van municipium en een zelfstandig bestuur.
- De Romeinen bouwen een houten brug over de Theems, in de omgeving van Londinium (huidige Londen).

### Palestina
- Herodes Agrippa II krijgt in Jeruzalem het recht om de hogepriesters van de Joodse Tempel te benoemen.
- Venditius Cumanus, Romeins procurator van Judea, voert een strafexpeditie uit en laat dorpen plunderen.

### India
- De Yuezhi-clans worden door koning Kujula Kadphises verenigd en vallen Parthië binnen, ze veroveren Kabul en stichten het Kushana Rijk.

## Geboren
- Apollodorus van Damascus, Grieks architect en beeldhouwer (overleden 130)
- Cai Lun, Chinese eunuch en uitvinder van het papier (overleden 121)

## Overleden
- Abgar V, Aramese koning van Osroene (waarschijnlijke datum)
- Alexander de Alabarch, leider van de Joodse gemeenschap in Alexandrië
- Aulus Cornelius Celsus, Romeins encyclopedist
- Philo van Alexandrië (70), Joods filosoof